# Boots (canção)
"Boots" é uma canção de natal feita pela banda americana de rock The Killers, que foi lançada como download digital em 30 de novembro de 2010, apesar da banda estar oficialmente em hiatus naquela época.

## Faixas
- CD single

1. "Boots" - 5:27

## Paradas musicais
| Paradas (2010)    | Melhor posição |
| ----------------- | -------------- |
| Brasil (ABPD)     | 56             |
| UK Singles Chart  | 53             |
| Billboard Hot 100 | 79             |